# Reinhard Scheffer der Jüngste

Reinhard Scheffer der Jüngste

Reinhard Scheffer der Jüngste (* 20. August 1590 in Marburg; † 11. Februar 1656 ebenda) war ein deutscher Jurist, Diplomat und Staatsmann.

## Herkunft
Scheffer stammte sowohl auf väterlicher wie auf mütterlicher Seite aus herausragenden hessischen Beamtenfamilien. Er war der älteste Sohn des Hessen-Kasseler Rats und Samthofgericht-Assessors Reinhard Scheffer des Jüngeren (1561–1623), der 1615 Kanzler des Landgrafen Moritz wurde. Seine Mutter war Margarethe Heintzenberger (1567–1632), Tochter des Johann Heintzenberger (1531–1581), der von 1569 bis zu seinem Tod Kanzler des Landgrafen Ludwig IV. von Hessen-Marburg war.

## Laufbahn
Scheffer trat 1605 in das Pädagogium der Hohen Schule Herborn ein. Ab Dezember 1606 studierte er an der in diesem Jahre durch landgräfliche Order calvinistisch gewordenen Philipps-Universität Marburg, wo seine staatsrechtlichen Vorstellungen unter Hermann Vultejus geformt wurden, und wahrscheinlich auch an der Universität Heidelberg. Seine Ausbildung war somit betont calvinistisch. Nach einer längeren Bildungsreise durch Deutschland, Frankreich, England und die Niederlande trat Scheffer, wohl auf Intervention seines 1615 zum Kanzler berufenen Vaters, im Jahre 1617 als Rat in den Dienst des Landgrafen Moritz, wurde aber 1624, als Moritz sich zunehmend auf landfremde Beamte lehnte und mit den hessischen Landständen in Streit lag, wegen Unbotmäßigkeit entlassen.
Nach der durch die Landstände erzwungenen Abdankung des Landgrafen im Jahre 1627 berief dessen Sohn und Nachfolger Wilhelm V. Scheffer nahezu sofort als Rat und Amtmann in Wolfhagen und Zierenberg. Schon zwei Jahre später war er Geheimer Rat der Kasseler Regierung, und ab 1635 war er hessen-kasselischen General(kriegs)kommissar. Die hohe Wertschätzung, die Scheffer bei der Landgräfin Amalie Elisabeth, Witwe des 1637 verstorbenen Wilhelm V. und Regentin für den noch unmündigen Wilhelm VI.,genoss, zeigte sich darin, dass sie ihn, zusammen mit Peter Melander von Holzappel und Philipp von Scholley, in den fünfköpfigen Regentschaftsrat berief, den Wilhelm V. in seinem Testament bestellt hatte und von dessen ursprünglich nominierten Mitgliedern nur noch der Vizekanzler Helfrich Deinhard und der spätere Rentkammerpräsident Nikolaus Sixtinus am Leben waren.
1638 entsandte ihn die Landgräfin Amalie Elisabeth, Witwe des im Vorjahr verstorbenen Wilhelm V. und Regentin für den noch unmündigen Wilhelm VI., zu Verhandlungen mit den Generalstaaten nach Den Haag. Auf der Rückreise fiel er am Niederrhein in die Hände der Spanier, die ihn einige Zeit lang gefangen hielten. 1641 war er Gesandter beim Reichstag in Regensburg.
Ab Juni 1644 war Scheffer einer vier hessen-kasselischen Gesandten beim Westfälischen Friedensverhandlungen in Osnabrück, wo er angesichts der Feindschaft Kaiser Ferdinands III. die früh geschlossenen Bündnisse mit sowohl Frankreich als auch Schweden mit großem Geschick zu nutzen verstand. Im Wesentlichen war es das Verdienst Scheffers, der sich mit Landgräfin Amalie Elisabeth darin einig sah, die Gleichstellung des Reformierten Bekenntnisses im Reich zu erreichen, dass der innerprotestantische Dissens in dieser Frage überwunden wurde und Schweden und Frankreich der Dreikonfessionalität zustimmten. 1648 unterzeichnete er im Namen der Kasseler Regentin in Osnabrück den Friedensvertrag.
Unter Landgraf Wilhelm VI., der 1650 die Regierungsgeschäfte übernahm, wurde Scheffer 1653 Präsident der Regierung von Oberhessen in Marburg, wo er am 24. Juni 1653 zusammen mit Johann Heinrich Dauber die Feierlichkeiten zur Wiedereröffnung der Universität leitete.

## Tod
Scheffer starb, unverheiratet, drei Jahre später im Alter von 65 Jahren am 11. Februar 1656 in seiner Geburtsstadt.